# Info Dzień
Info Dzień – program informacyjny TVP Info, będący reporterskim podsumowaniem najważniejszych wydarzeń mających miejsce w Polsce i na świecie. Emitowany jest od 11 lutego 2019 roku.
Program realizowany jest w głównym studiu TVP Info. Prowadzący łączą się na żywo z reportami oraz rozmawiają w studiu z dziennikarzami. Ponadto w programie prezentowane są najciekawsze artykuły, które pojawiły się na stronie internetowej TVP Info.

## Prowadzący
- Małgorzata Opczowska - Łęska (od lutego 2019)[1]
- Michał Rykowski (od czerwca 2019)[3][4]

## Godziny emisji
- 11 lutego 2019 - 30 kwietnia 2019: 15:59–17:00
- od 1 maja 2019: 15:29–17:00 (od poniedziałku do soboty) oraz 15:59–17:00 (niedziela)[5]